# 木村伊量
木村 伊量（きむら ただかず、1953年11月16日 - ）は、日本の新聞記者、ジャーナリスト。朝日新聞社元代表取締役社長。

## 来歴
香川県高松市出身。　損害保険会社員だった父親の転勤に伴い、新居浜、徳島、大宰府、佐賀、大分で育つ。大分県立大分上野丘高等学校、香川県立高松高等学校を経て、1976年3月、早稲田大学政治経済学部政治学科卒業。学生時代は西洋政治思想史を専攻し、藤原保信ゼミに属した。1911年設立の古い伝統を誇る学術サークル政治経済攻究会でおもに活動。チューターは大学院生の姜尚中(別名・永野鉄男）だった。
　同年4月、朝日新聞社に入社。最初の赴任地は岐阜支局だった。平野三郎県知事らが収賄罪に問われた岐阜県政汚職や、９・１２豪雨による長良川水害を経験（本人も岐阜市北部で取材中、決壊した支流の濁流に呑み込まれる）。名古屋社会部時代の1980年、衆院選をめぐり愛知県岡崎市で発生した大規模な選挙違反事件と汚職事件を取材。翌1981年まで半年間、関係者400人以上に会い、買収資金の札束を隠したという市会議員の自宅のニワトリ小屋に早朝しのびこんでモミ殻の感触を確かめるなど、ファクトのみを積み重ねて事件を徹底検証する計108回の連載記事をひとりで執筆した。若いときから名文家をうたわれた。
　1982年、東京本社政治部へ異動。政治部記者として、首相官邸、環境庁、自民党田中派および宮沢派、公明党、外務省などを担当。公明党首脳や、政界のドン金丸信・自民党幹事長らへの深い取材で知られた。1984年秋、中曽根康弘首相の自民党総裁選挙再選を阻もうと、鈴木善幸前首相や、公明、民社両党がからんだ大がかりな「二階堂進副総裁擁立劇」をスクープ。1988年、西ドイツに長期出張。1990～1991年、湾岸危機・湾岸戦争を取材。1993年、細川連立政権の樹立に伴い、連立与党キャップ。米コロンビア大学東アジア研究所客員研究員を経て、1994年、ワシントン特派員。ホワイトハウス、国務省、クリントン大統領が再選した大統領選挙などを取材した。
　1997年に帰国し、政治部次長に。「佐藤栄作日記」連載を統括。政党長。1998年、松下宗之、箱島信一両社長のもとで社長秘書役。末期がんを患った松下とともに訪中、北京・中南海で江沢民国家主席と会見した。1999年に論説委員（政治・外交・安全保障の社説を担当）。小池民男によって後任の「天声人語」筆者に推されたが、2002年春の人事で政治部長に就任した。
　その年の10月には東京湾上での海上自衛隊の国際観艦式に参加し、護衛艦「しまかぜ」に乗艦。12月には、海上自衛隊那覇航空基地から哨戒機Ｐ－３Ｃに搭乗し、尖閣諸島を上空から視察した。社内やＯＢの一部からは「朝日の政治部長にあるまじき行動」と批判されたが、木村は「まず現実を知ることが新聞記者のイロハじゃないか」と意に介さなかった。
　2003年に編集局長補佐兼務。2005年、東京本社編集局長。しかし、長野虚偽メモ事件の責任を問われ、局長在任わずか２カ月で更迭。調査報道に特化した特別報道部の創設、ゼネラルマネジャー（ＧＭ）、ゼネラルエディター（ＧＥ）の東京編集局長２人制導入など編集改革座長私案を取りまとめた後、2006年人事によって、ヨーロッパ総局長に転じた。ロンドン滞在中、ヘルムート・シュミット西ドイツ元首相、アスグリム・アイスランド首相、イルベス・エストニア大統領ら各国指導者や、ノーベル賞作家となるカズオ・イシグロらにインタビューした。日英２１世紀委員会メンバー。世界経済フォーラム(ダボス会議）年次総会にもたびたび招聘された。
　帰国後、朝日新聞GLOBEを創刊して初代編集長、ＧＭ兼東京本社報道局長、2010年6月付け人事で、西部本社代表（役員待遇）、2011年6月、取締役（広告・企画事業担当）に昇進した。
　2012年6月26日、並みいる上席役員をごぼう抜きにして朝日新聞社代表取締役社長に就任。秋山耿太郎から2代続けての政治部出身の社長だった。
　社長就任にあたり、デジタル社会の深化をにらんだ構造改革の推進を提唱。村山社主家の保有株式の処理、業界トップレベルだった企業年金の削減、全国の販売店「ＡＳＡ」への異次元の支援、「メディアラボ」の創設など未来メディアプロジェクトへの取り組み、キャノンの御手洗冨士男社長とのトップセールスでデジタル印刷機の試験機導入をはかるなど、矢継ぎ早の改革策を打ち出し、強力なリーダーシップを発揮した。御手洗は「朝日の歴代社長で最高の改革者」と木村を評価した。
　クロスオーナーシップである、公益財団法人朝日新聞文化財団理事長、株式会社テレビ朝日取締役等を兼務した。また、2013年度より朝日賞選考委員長を務めた。2012年夏から3期、全国高等学校野球選手権大会(甲子園大会）会長。
　「ヘラトリ朝日」、ならびに紙ベースの英字新聞事業から撤退したのちも請負っていた「インターナショナル・ヘラルド・トリビューン」の発行を、同紙が2013年10月15日から「インターナショナル・ニューヨーク・タイムズ」に改称することを機に停止、ジャパンタイムズに営業権を譲渡した。
　2009年、「朝日新聞ＧＬＯＢＥ」で東京デザイナーズクラブＡＤＣ賞を、エディトリアルデザイナーの木村裕治氏とともに受賞。
　2013年に大英博物館との協力関係を9年延長したことなど、長年にわたる日英文化交流への貢献を評価され、英エリザベス女王から「名誉大英帝国勲章」（Honorary Commander of the Most Excellent Order of the British Empire：Honorary CBE。大英帝国司令官クラス)を受章。2014年10月20日、駐日英国大使館においてティム・ヒッチンズ大使により伝達される。
　東京電力福島第１原発のメルトダウン事故をめぐる「吉田調書」誤報問題や、朝日新聞の歴代社長、編集幹部が放置してきた従軍慰安婦報道問題を巡る一連の捏造や誤報、木村社長自らが主導した2014年8月の検証記事についての社内外の混乱の責任をとる形で、同年11月14日、危機管理にあたった持田周三常務取締役、編集担当の杉浦信之取締役とともに辞任を表明した。木村社長が引責辞任 後任に渡辺取締役 朝日新聞社（2014年11月14日時点のアーカイブ）, 「改めて深くおわび申し上げます」 木村伊量社長（2014年11月14日時点のアーカイブ）; 社長室長の福地献一取締役は執行役員に降格、広報担当の喜園尚史執行役員は執行役員を辞任。
　同年12月5日、大阪で開いた臨時取締役会と臨時株主総会で、代表取締役社長の辞任を決定。社長を辞任するにあたり、秋山前社長、渡辺雅隆次期社長から、慣例に従って特別顧問への就任を要請されたが、「木村院政」を警戒する労働組合などの反発もあって辞退。いっさいの役職を離れて社を去ることを表明した。
　朝日新聞を退社後、2016年には英国の古都ノリッジにあるセインズベリー日本藝術文化研究所（水鳥真美所長）に招聘され、特別シニア・フェローを務めた。ケンブリッジ大学、イーストアングリア大学でのシンポジウムで「戦争と日本人の歴史認識」などについて基調演説を行った。その後、親しくしていた外交評論家・岡本行夫氏の支援を受けてボストンに遊学。2017年4月からは国際医療福祉大学大学院特任教授として、2024年3月まで赤坂見附、成田・公津の杜のキャンパス、乃木坂スクールなどで近現代文明論、人間学などを講じた。アジア各国からの医学部留学生らを対象に英語による「Exploring the Contemporary Japan(現代日本考)」の授業も担当した。2017年より同大理事、評議員。退職後は、歴史小説、コラムなどの著述に打ち込む。
　公益財団法人ジェスク音楽文化振興会評議員、公益財団法人フォーリン・プレスセンター理事、早稲田大学商議員、一般社団法人構想日本アドバイザー、香川県産業活性化アドバイザー。
　大宰府小学校の同級生に太宰府天満宮第39代宮司の西高辻信良、大分市立碩田中学校、大分上野丘高校以来の友人に俳優の石丸謙二郎。

## 主張
- 政治部長時代に北朝鮮が拉致問題を認めた際、朝鮮半島の植民地支配を踏まえ、拉致問題の全面解決のためにも、日朝国交正常化を進めるよう署名記事で主張を提言した[7]。
- 2005年、東京本社編集局長時代に長野総局で起きた、朝日新聞の新党日本に関する捏造事件の責任を取り減給、更迭処分となった[8]。
- 主筆の船橋洋一が主導した「ANY（エニー）プロジェクト」の一環として、不採算部門である朝日新聞出版を完全独立させ、「朝日新聞第二高級紙創刊プロジェクト」を立ち上げた。その際、元編集局長の外岡秀俊が責任者に擬せられた。[9]。しかし、船橋と外岡が対立し計画は頓挫、ロンドンから呼び戻された木村がプロジェクトを率い、試行錯誤を重ねながら朝日新聞の中折りに週刊ではさむ「朝日新聞GLOBE」として創刊。木村が初代編集長に就任した。
- 2013年9月、訪問したニューヨークで朝日新聞と長年提携関係にあるニューヨーク・タイムズ紙（ＮＹＴ）の社主で会長のアーサー・ザルツバーガー・ジュニア氏、ＡＰ通信社の社長兼ＣＥＯゲリー・プルイット氏、ハフィントン・ポスト創始者のマリアナ・ハフィントン氏らと会見。首都ワシントンＤＣでは、佐々江賢一郎駐米大使主催の大使公邸での歓迎宴に招かれ、民主、共和両党の連邦下院議員や、ホワイトハウス、国務省、国防総省のアジア政策立案者らと意見交換。木村が冒頭のスピーチを行った。（2013年9月23日付社長メッセージ「風月同天」より）
- 「中央日報」によると、2014年10月に東京で開かれた韓日言論人フォーラムで、「韓国は文化交流の歴史の上では、日本の兄のようだ」と語った[10]。
- 前社長の秋山耿太郎とは政治部の先輩と後輩として長く良好な関係を保ってきたが、木村の社長辞任にあたって秋山が「木村社長は安倍晋三首相と密会を重ねているらしい」などと根拠のない誹謗中傷を旧友会（ＯＢ会）の中江利忠元社長、内海紀雄元専務大阪代表らに流したとされ、木村が秋山に強く抗議。後継の渡辺社長の執行部からも「秋山氏とは今後は接触しないでほしい」という要請をたびたび受け、関係を断ったといわれる。
- 月刊『文藝春秋』誌の編集部に請われて、同誌2018年2月号に、一連の事件の顛末を初めて綴った一文を寄せた。

## 著書
共著に、鈴木博之、藤森照信、隈研吾、松葉一清との『 奇想遺産Ⅱ－世界のとんでも建築物語－』（新潮社）。『ヨーロッパ社会主義はいま』（朝日新聞社、1990年）、『湾岸戦争と日本ー問われる危機管理』（朝日新聞社、1991年）、『竹下派支配』（朝日新聞社、1992年）、『ＢＡＳＩＣ公共政策学１０　政策形成』（ミネルヴァ書房、2010年）
　単著に、『私たちはどこから来たのか　私たちは何者か　私たちはどこに行くのか　ー三酔人文明究極問答ー』（ミネルヴァ書房、2021年）、 『遥かなるリコ』（文芸社、2022年）、『遠い波濤　忘じがたき日本人の肖像』（ブイツーソリューション、2024年）